# Burg Petersberg
Die Ruinen der Burg Petersberg ist die Ruine einer Höhenburg auf dem gleichnamigen Höhenzug oberhalb der Stadt Friesach. Die Stadt Friesach liegt an der Metnitz im Bundesland Kärnten in Österreich.

## Geschichte
Urkundlich wurde der Ort erstmals im Jahre 860 erwähnt, als König Ludwig der Deutsche dem Erzbischof Adalwin von Salzburg einen Hof in Friesach schenkte.
Im Investiturstreit ergriff der Salzburger Erzbischof Gebhard Partei für Papst Gregor VII. Er ließ um 1076 auf dem Petersberg bei Friesach eine Burg errichten, um König Heinrich IV. den Weg über die Alpenpässe zu sperren.
Während sich das Gebiet um die Burg zeitweise im Besitz der Bischöfe von Gurk bzw. der Herzöge von Kärnten befand, blieb die Burg vermutlich immer im Besitz von Salzburg. 1123/1124 wurde die Burg erfolgreich gegen den Kärntner Herzog Engelbert II. von Spanheim verteidigt.
Im Jahre 1124 kam der Ort Friesach wieder in den Besitz Salzburgs. Der Erzbischof Konrad von Abensberg ließ die Burg großzügig ausbauen. Um 1140 entstand so der noch vorhandene Bergfried mit der Rupertkapelle. Die Burg wurde eine Nebenresidenz der Erzbischöfe von Salzburg und diente bei militärischen Auseinandersetzungen als Fluchtort. Im Jahre 1149 hielt sich König Konrad III. nach seinem Rückzug vom Zweiten Kreuzzug auf der Burg auf. Kaiser Friedrich I. Barbarossa ließ die Burg 1170 besetzen, nachdem Erzbischof Adalbert III. von Böhmen Partei für den Papst Alexander III. ergriffen hatte. Im Jahre 1192 kam König Richard I. Löwenherz auf seiner Flucht nach England durch Friesach.
Im Kampf zwischen dem Salzburger Erzbischof Rudolf von Hoheneck und Herzog Albrecht I. von Österreich wurde die Burg 1292 erfolgreich gegen herzogliche Truppen verteidigt.
Im Zusammenhang mit den Auseinandersetzungen zwischen Kaiser Friedrich III. und dem Ungarischen König Matthias Corvinus war die Burg von 1479 bis 1490 von ungarischen Truppen besetzt. Ab 1495 ließ der Salzburger Erzbischof Leonhard von Keutschach die Burg modernisieren und gab ihr und der Stadtbefestigung ihr heutiges Aussehen.
Militärisch nicht mehr von Bedeutung, wurde die Anlage 1673 durch einen Brand weitestgehend zerstört. Sie wurde in der Folge aufgegeben und verfiel.

## Anlage

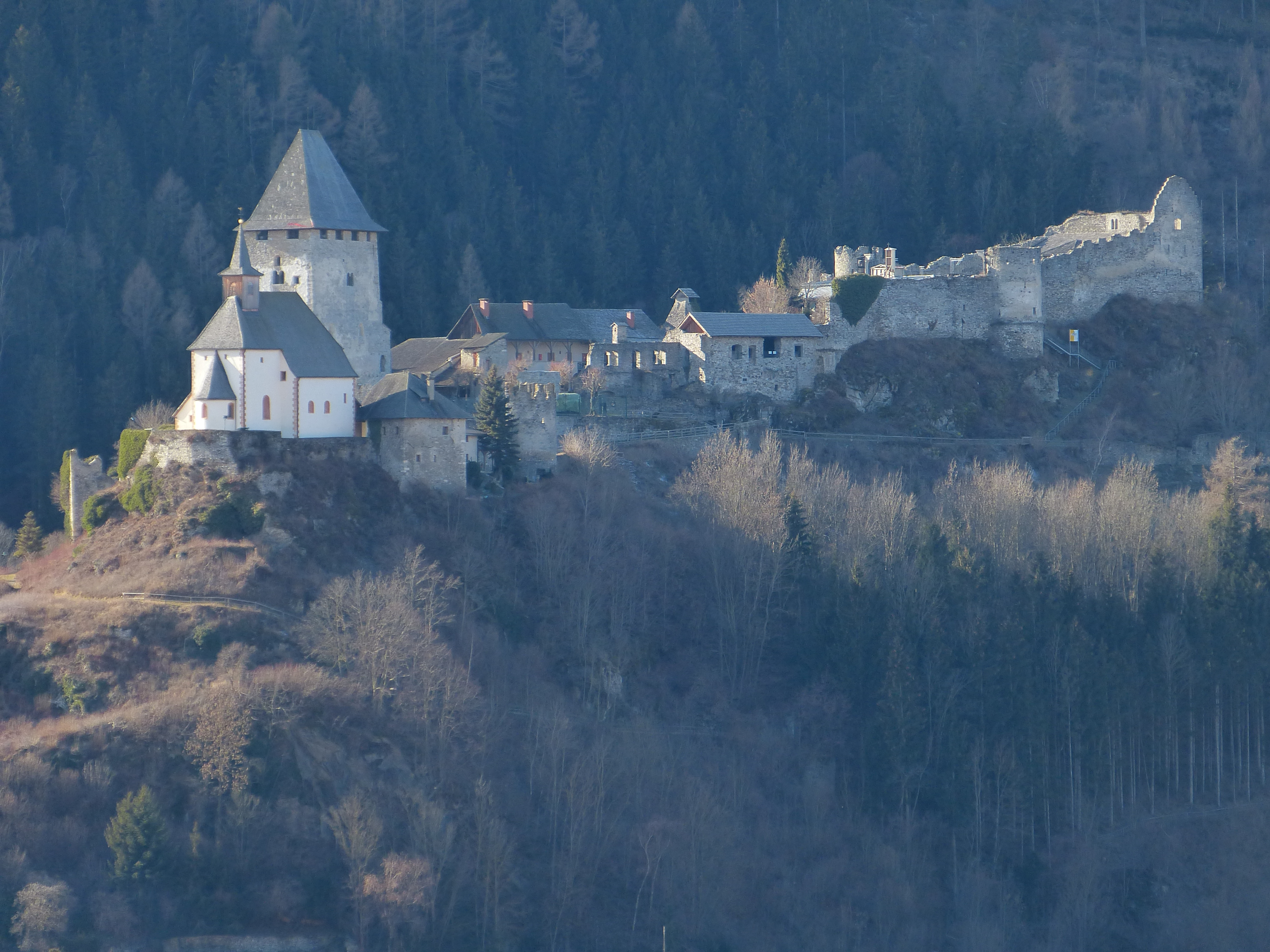
Von links: Kirche, Bergfried, Unterer Burghof, Oberhof (2016)

Die Anlage wird heute vom sechsgeschoßigen Bergfried dominiert, der um 1200 erbaut worden war und nach teilweisem Verfall ab Ende des 19. Jahrhunderts restauriert wurde. In ihm befand sich ein monumentaler Kapellenraum (Rupertikapelle); heute beherbergt der Bergfried das Stadtmuseum Friesach. Unmittelbar daneben befinden sich Reste eines noch älteren Kapellenbaus (Gebhards- bzw. Konradskapelle). 
Von den Gebäuden, die früher den Unteren Burghof umschlossen, ist nur mehr das Gebäude der Burghauptmannschaft an der Südseite des Hofs gut erhalten. Der langgestreckte dreigeschoßige Bau mit hofseitiger Arkadenfront wurde im 16. Jahrhundert errichtet. In ihm befindet sich heute eine Gastwirtschaft. Die Ruinen an der West- und Nordseite des Unteren Burghofs stammen von ehemals repräsentativen Gebäuden aus dem 13. bis 15. Jahrhundert (Palast Eberhard II, Leonhardsbau). 
Westlich davon befindet sich der Oberhof, ein großer befestigter Bereich, der sich bis zur Felsspitze am höchsten Punkt des Petersbergs erstreckt. An der Nord- und Südseite des Oberhofs befinden sich jeweils ein Schalenturm. Der Hauptzugang zur Burg war von Westen, nördlich des Oberhofs; ein Teil eines ehemaligen Torturms ist dort noch erhalten.